# Посёлок отделения имени Калинина совхоза «Возрождение»
Отделения имени Калинина совхоза «Возрождение» — посёлок Грязновского сельского поселения Михайловского района Рязанской области России.

## География
Расположен на западе области, в 29 км к югу от города Михайлов и в 82 км к юго-западу от Рязани.

## Транспорт
К посёлку ведёт подъездная дорога от автодороги Михайлов — Горлово — Милославское.
Ближайшая ж.-д. станция Волшута (на линии Кашира — Чаплыгин) находится в 3 км к востоку от посёлка.

## Население
| 2010 |
| ---- |
| 28   |

## Климат
Климат умеренно континентальный, характеризующийся тёплым, но неустойчивым летом, умеренно-суровой и снежной зимой. Согласно статистике ближайшего крупного населённого пункта — г. Рязани, средняя температура января −7.0 °C (днём) / −13.7 °C (ночью), июля +24.2 °C (днём) / +13.9 °C (ночью). Осадков около 553 мм в год, максимум летом. Атмосферные осадки в течение года распределяются неравномерно.